# Forum de Valencia
O Forum de Valencia é um complexo esportivo multiuso localizado na cidade de Valencia, capital do estado de Carabobo, na Venezuela, usado principalmente para jogos de basquete, apresentação de vários shows e eventos de todos os tipos. É o segundo maior e mais importante centro de eventos da Venezuela, depois do Poliedro, em Caracas.